# فريندزوود
فريندزوود (بالإنجليزية: Friendswood, Texas)‏ هي مدينة تقع في مقاطعة غالفيستون، تكساس, مقاطعة هاريس، تكساس بولاية تكساس في شمال شرق الولايات المتحدة. تأسست عام 1960، تبلغ مساحة هذه المدينة 54.1 (كم²)، وترتفع عن سطح البحر م، بلغ عدد سكانها 35805 نسمة في عام 2010 حسب إحصاء مكتب تعداد الولايات المتحدة .

## التركيبة السكانية
حدّد مكتب تعداد الولايات المتحدة بيانات التركيبة السكانية لفريندزوود في تعداد الولايات المتحدة. في ما يلي، التركيبة السكانية حسب تعدادي 2000 و2010.

### تعداد عام 2000
بلغ عدد سكان فريندزوود 29,037 نسمة بحسب تعداد عام 2000، وبلغ عدد الأسر 10,107 أسرة وعدد العائلات 8,081 عائلة مقيمة في المدينة. في حين سجلت الكثافة السكانية 536.4 نسمة لكل كيلومتر مربع (1,389.3/ميل2). وبلغ عدد الوحدات السكنية 10,405 وحدة بمتوسط كثافة قدره 192.2 لكل كيلومتر مربع (497.8/ميل2).
وتوزع التركيب العرقي للمدينة بنسبة 90.09% من البيض و2.70% من الأمريكيين الأفارقة و0.40% من الأمريكيين الأصليين و2.39% من الأمريكيين ذوي الأصول الآسيوية و0.01% من سكان جزر المحيط الهادئ و2.79% من الأعراق الأخرى و1.63% من عرقين مختلطين أو أكثر و8.79% من الهسبانيون أو اللاتينيون من أي عرق.
بلغ عدد الأسر 10,107 أسرة كانت نسبة 46.1% منها لديها أطفال تحت سن الثامنة عشر تعيش معهم، وبلغت نسبة الأزواج القاطنين مع بعضهم البعض 68.5% من أصل المجموع الكلي للأسر، ونسبة 8.7% من الأسر كان لديها معيلات من الإناث دون وجود شريك،  بينما كانت نسبة 2.8% من الأسر لديها معيلون من الذكور دون وجود شريكة وكانت نسبة 20% من غير العائلات. تألفت نسبة 17% من أصل جميع الأسر من عدة أفراد يعيشون في نفس المنزل ونسبة 6.3% كانت تتألف من شخص يعيش بمفرده يبلغ من العمر 65 عاماً أو أكثر. وبلغ متوسط حجم الأسرة المعيشية 2.85، أما متوسط حجم العائلات فبلغ 3.23.
بلغ العمر الوسطي للسكان 37.2 عاماً. وكانت نسبة 30% من القاطنين تحت سن الثامنة عشر، وكانت نسبة 6.2% بين الثامنة عشر والرابعة والعشرين عاماً، ونسبة 29.4% كانت واقعةً في الفئة العمرية ما بين الخامسة والعشرين والرابعة والأربعين عاماً، ونسبة 25.7% كانت ما بين الخامسة والأربعين والرابعة والستين، ونسبة 7.8% كانت ضمن فئة الخامسة والستين عاماً فما فوق. يوجد لكل 100 أنثى 94.6 ذكر، ويوجد لكل 100 أنثى في الثامنة عشر من عمرها فما فوق 91.6 ذكر.
بلغ متوسط دخل الأسرة في المدينة 60,660 دولارًا، أما متوسط دخل العائلة فبلغ 67,225 دولارًا. وكان متوسط دخل الذكور 51,243 دولارًا مقابل 32,034 دولارًا للإناث. وسجل دخل الفرد الخاص بالمدينة 25,642 دولارًا. وكانت نسبة 2.8% من العائلات ونسبة 3.8% من السكان تحت خط الفقر، وكان من هؤلاء نسبة 4.8% تحت سن الثامنة عشر ونسبة 2.6% في الخامسة والستين من العمر وما فوق.

### تعداد عام 2010
بلغ عدد سكان فريندزوود 35,805 نسمة بحسب تعداد عام 2010، وبلغ عدد الأسر 12,726 أسرة وعدد العائلات 9,987 عائلة مقيمة في المدينة. في حين سجلت الكثافة السكانية 661.5 نسمة لكل كيلومتر مربع (1,713.3/ميل2). وبلغ عدد الوحدات السكنية 13,254 وحدة بمتوسط كثافة قدره 244.9 لكل كيلومتر مربع (634.3/ميل2).
وتوزع التركيب العرقي للمدينة بنسبة 86.62% من البيض و3.44% من الأمريكيين الأفارقة و0.43% من الأمريكيين الأصليين و4.85% من الأمريكيين ذوي الأصول الآسيوية و0.05% من سكان جزر المحيط الهادئ و2.58% من الأعراق الأخرى و2.02% من عرقين مختلطين أو أكثر و12.48% من الهسبانيون أو اللاتينيون من أي عرق.
بلغ عدد الأسر 12,726 أسرة كانت نسبة 41.4% منها لديها أطفال تحت سن الثامنة عشر تعيش معهم، وبلغت نسبة الأزواج القاطنين مع بعضهم البعض 65.2% من أصل المجموع الكلي للأسر، ونسبة 9.5% من الأسر كان لديها معيلات من الإناث دون وجود شريك،  بينما كانت نسبة 3.8% من الأسر لديها معيلون من الذكور دون وجود شريكة وكانت نسبة 21.5% من غير العائلات. تألفت نسبة 18.7% من أصل جميع الأسر من عدة أفراد يعيشون في نفس المنزل ونسبة 8.2% كانت تتألف من شخص يعيش بمفرده يبلغ من العمر 65 عاماً أو أكثر. وبلغ متوسط حجم الأسرة المعيشية 2.80، أما متوسط حجم العائلات فبلغ 3.20.
بلغ العمر الوسطي للسكان 40.2 عاماً. وكانت نسبة 27.5% من القاطنين تحت سن الثامنة عشر، وكانت نسبة 7.2% بين الثامنة عشر والرابعة والعشرين عاماً، ونسبة 22.7% كانت واقعةً في الفئة العمرية ما بين الخامسة والعشرين والرابعة والأربعين عاماً، ونسبة 30.9% كانت ما بين الخامسة والأربعين والرابعة والستين، ونسبة 11.7% كانت ضمن فئة الخامسة والستين عاماً فما فوق. وتوزع التركيب الجنسي للسكان بنسبة 48.5% ذكور و51.5% إناث.

## أعلام
- كاتي روز كلارك
- روني برايس
- روبن كولمان
- أنتوني هيل
- لاري تايلور

## وصلات خارجية
- ci.Friendswood.TX.us
- The US50 - Cities and Towns in Texas State